# Detroit (Illinois)
Detroit – wieś w stanie Illinois w hrabstwie Pike. w Stanach Zjednoczonych.